# 1842

## Esdeveniments
Països Catalans

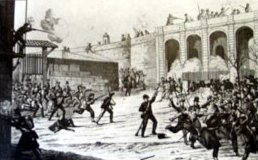
Revolta contra la política fiscal Espartero a Barcelona.

- 13 de novembre, Barcelona: s'hi esdevé una revolta contra la política fiscal d'Espartero.
- 3 de desembre, Barcelona: Bombardeig de la ciutat des del Castell de Montjuïc.

Resta del món
- 5 de març, Texas: mig miler d'efectius de l'exèrcit mexicà liderats per Rafael Vásquez ocupen San Antonio (Texas) i creuen el Rio Grande, però se n'hauran de retirar al cap de pocs dies.[1]
- 9 de març, Milà: S'estrena Nabucco, òpera en quatre actes de Giuseppe Verdi, al teatre de La Scala de Milà.[2]

## Naixements
Països Catalans
- 15 de gener, el Masnou: Jaume Estapé i Pagès, dramaturg.

- 11 de maig, Tarragona: Josep Pin i Soler, escriptor[3]

- 27 de juliol, Figueres: Enriqueta Paler i Trullol, poetessa catalana[4]
- 15 d'agost, València: Josep Aguirre Matiol, poeta valencià
- 20 d'octubre, Tampico (ciutat mexicana): Bartomeu Robert i Yarzábal, més conegut com a Dr. Robert, metge i polític català[5]

Resta del món
- 18 de març, París, França: Stéphane Mallarmé, poeta francès
- 24 de juny, Horse Cave Creek, comtat de Meigs, Ohio: Ambrose Bierce, escriptor i periodista estatunidenc
- 1 de juliol, Berlín: Julius Falkenstein, metge i explorador
- 3 de juliol, Hall in Tirol, Àustria: Otto Stolz, matemàtic
- 9 de juliol, Sumterville, Carolina del Sud: Clara Louise Kellogg, soprano estatunidenca[6]
- 31 d'agost, 
  - Londres: Mary Corinna Putnam, metgessa, escriptora, i sufragista nord-americana [7]
  - Boston: Josephine St. Pierre Ruffin, editora, periodista i sufragista afroamericana que lluità pels drets civils[8]
- 12 de setembre, Viena: Marianne Brandt, cantant austríaca d'àmplia tessitura
- 30 d'octubre, la Corunya: Fanny Garrido, escriptora gallega, traductora, acadèmica i activista cultural [9]
- 10 de novembre, Pescia, Toscana: Gialdino Gialdini, compositor italià.
- 12 de novembre, Langford Grove, Anglaterra: John Strutt, físic anglès, Premi Nobel de Física 1904
- 22 de novembre, "La Fortuna", prop de Santiago de Cuba: José María de Heredia, poeta franco-cubà
- 25 de novembre, Bolhargues, Llenguadoc: Madeleine Brès, primera dona doctora en medicina a França[10]
- 3 de desembre, Dunstable (Massachusetts) : Ellen Swallow Richards, enginyera industrial i química ambiental dels Estats Units[11]

## Necrològiques
Països Catalans
Resta del món
- 9 de gener, Bolonya: Maria Dalle Donne, metgessa, ginecòloga, professora italiana, directora de la Universitat de Bolonya (n. 1778).[12]
- 7 de març - Huete: Eusebio de Bardaxí y de Azara, advocat, diplomàtic i polític aragonès (n. 1776).
- 23 de març, París, França: Stendhal, escriptor francès (59 anys).[13]
- 15 de març, París, França: Luigi Cherubini, compoistor, director d'orquestra, professor, administrador, teòric i editor musical italià (n. 1760).[14]
- 30 de març, París, França: Élisabeth Vigée Le Brun, pintora (n. 1755).[15]
- 5 de maig, París: Jean Elleviou, cantant francès de la corda de tenor.
- 23 de maig, Madrid (Espanya): José de Espronceda i Delgado, escriptor del Romanticisme espanyol, alhora que diputat progressista (n. 1808).[16]
- 29 de maig, Haarlem ːHenriëtte Geertruida Knip, pintora neerlandesa especialitzada en pintura de bodegons de flors (n. 1783).[17]
- 28 de juliol, Aschaffenburg (Baviera): Clemens Brentano, pseudònim de Clemens Wenzeslaus Brentano de La Roche, novel·lista i poeta alemany (n. 1778).[18]
- 24 d'octubre, Lima (Perú): Bernardo O'Higgins, militar i «pare de la pàtria xilena».

- Daniel Thomas Egerton, paisatgista britànic